# Simon van der Meer
Simon van der Meer (Den Haag, 24 november 1925 – Genève, 4 maart 2011) was een Nederlands ingenieur en natuurkundige. Voor de ontdekking van het W-boson en het Z-boson kreeg hij met Italiaan Carlo Rubbia in 1984 de Nobelprijs voor de Natuurkunde. De deeltjes werden voorspeld in de jaren 60 van de 20e eeuw in de theorie voor de elektrozwakke wisselwerking van Sheldon Glashow, Abdus Salam en Steven Weinberg.

## Jeugd
Hij werd geboren als derde kind van Pieter van der Meer en Jetske Groeneveld. Zijn vader was leraar en zijn moeder kwam uit een familie van leraren. Hij had drie zussen, waarvan er twee jong stierven. De derde, Gay, zou een bekend numismatisch conservator worden. Van der Meer volgde zijn middelbaar onderwijs aan het Christelijk Gymnasium Sorghvliet waar hij in 1943 zijn examen haalde. De volgende twee jaar bleef hij als leerling aan het gymnasium actief omdat de universiteiten wegens de bezetting gesloten waren. De laatste maanden van de oorlog moest hij onderduiken.

## Studie en werk
Na de oorlog studeerde Van der Meer van 1945 tot 1952 technische natuurkunde aan de (toenmalige) Technische Hogeschool in Delft en werkte na zijn afstuderen vier jaar in Eindhoven bij het Philips NatLab aan elektronenmicroscopie en hoogspanningsapparatuur. Hij werkte vanaf 1956 tot aan zijn pensionering in 1990 bij het CERN in Zwitserland, waar hij deeltjesversnellers en opslagringen bouwde. Zo was hij een van de initiatiefnemers van de Large Electron-Positron Collider LEP, die het CERN in 1989 in gebruik nam en de voorloper van de Large Hadron Collider LHC was.
Hij bedacht in 1972 een manier om de spreiding van deeltjesbundels tegen te gaan. Zijn methode van stochastische koeling zorgde ervoor dat deeltjes in een versneller beter te beheersen waren. Stochastische koeling is een techniek om een ijle antiprotonenbundel te laten 'koelen' tot een zeer geconcentreerde bundel zodat, ondanks het relatief geringe aantal antiprotonen, toch een grote botsingskans in een proton-antiprotonbotsing kan worden bereikt. Carlo Rubbia gebruikte deze techniek in 1983 om de geladen subatomaire deeltjes {\displaystyle W^{+}} en {\displaystyle W^{-}} en het neutrale {\displaystyle Z^{0}}-boson te ontdekken. Alle drie de elementaire deeltjes zorgen voor de  zwakke kernkracht.
Van der Meer is ook de bedenker van de neutrinohoorn, een methode om gefocusseerde neutrinobundels te maken. Dit gaat met behulp van een grote metalen buis waar een 300 A krachtige stroompuls door wordt gestuurd op het moment dat er een bundel pionen langskomt. Vanaf de jaren zeventig heeft deze techniek een belangrijke rol gespeeld in de deeltjesfysica met neutrinobundels, waaronder de ontdekking van de neutrale zwakke stroom bij het CERN.

## Trivia
- Van der Meer vertelde dat hij de beste ingevingen kreeg als hij thuis aan het lummelen was: Je moet open staan om warrige, rare ideeën uit te werken. Als je denkt: dat is krankzinnig, dat ziet iedere gek, dan moet je het juist niet aan de kant schuiven.